# 1837 au théâtre
| Années du théâtre : 1834 - 1835 - 1836 - 1837 - 1838 - 1839 - 1840    |
| Décennies du théâtre : 1800 - 1810 - 1820 - 1830 - 1840 - 1850 - 1860 |

## Événements
- Ouverture du premier théâtre hongrois permanent à Pest.

## Pièces de théâtre publiées
- Un caprice d'Alfred de Musset

## Pièces de théâtre représentées
- 7 février : Vive le Galop !, folie-vaudeville des Frères Cogniard et Messieurs Lubize et Decomberousse, au théâtre des Folies-Dramatiques
- 12 mars : Mes Bottes Neuves, comédie-vaudeville des Frères Cogniard, au théâtre du Palais-Royal
- 15 mars : Pour ma Mère !, drame-vaudeville des Frères Cogniard et Monsieur Muret, au théâtre des Folies-Dramatiques
- 6 avril : Micaela ou Princesse et Favorite, drame des Frères Cogniard et Messieurs Poujol et Maillard, au théâtre des Folies-Dramatiques
- 3 juillet : Bobêche et Galimafré, vaudeville-parade des Frères Cogniard, au théâtre du Palais-Royal
- 3 août : La Fille de l'Air, féérie des Frères Cogniard, au théâtre des Folies Dramatiques et reprise le 24 décembre 1864
- 31 août : Bruno le Fileur, comédie-vaudeville des Frères Cogniard, au théâtre du Palais-Royal
- 7 octobre : Portier, je veux de tes cheveux !, anecdote historique des Frères Cogniard et messieurs Deslandes et Didier, au théâtre des Variétés
- 4 novembre : Le Café des Comédiens, silhouette dramatique mêlée de chant des Frères Cogniard, au théâtre du Palais-Royal

## Naissances
- 18 avril : Henry Becque, dramaturge français, mort le 12 mai 1899.

## Décès
- 13 mars : Edmond de Favières, dramaturge français, né le 8 novembre 1755.
- 26 novembre : Philippe-Jacques de Laroche, auteur dramatique français, né le 17 septembre 1765.